# 게이봉박두
게이봉박두 또는 게이봉박두 1는 2012년에 개봉된 대한민국의 영화이다. 성 소수자들의 단편 영화 9개의 모음이다.

## 같이 보기
- 레인보우 팩토리
- 한국게이인권운동단체 친구사이
- 게이봉박두 2
- 김조광수